# Az Amerikai Egyesült Államok megyéi

Az Amerikai Egyesült Államok tagállamai és azok megyék, parishok és boroughok szerinti beosztása.

Az Amerikai Egyesült Államok megyéi az államainak földrajzi alapon szerveződő közigazgatási részegységei. A megye (county) kifejezést az ötvenből negyvennyolc államban használják. Louisiana parishekre, Alaszka pedig borough-kra van osztva. A parishokat és a boroughokat a szövetségi kormányzat "megyei jogú" területekként tartja nyilván, akárcsak egyes városokat, amelyek nem tagolódnak be egy megyébe sem. Jelenleg 3143 megye és megyei jogú terület található az Egyesült Államok területén.

## A megyék jogállása
A megyék hatásköre az egyes tagállamokban érvényes jogrendtől függően nagyon eltérőek. Néhány tagállamban, mint például Connecticutban és Rhode Islanden a megyék nem többek földrajzi egységeknél saját intézményrendszer nélkül. A marylandi megyék és a Baltimore megyei jogú város viszont például szinte minden szolgáltatási ágat maga irányít, beleértve például a közoktatást is.
Átlagosan egy állam 62 megyére oszlik. A legtöbb megye Texas van, szám szerint 254, a legkevesebb pedig Delawareben, nem több, mint hárommal. A 2000-es népszámlálás adatai szerint a megyék átlagos lakossága 100 000 fő. A legnépesebb Los Angeles megye 9 880 000 lakossal (2009-es adat), amivel népesebb nyolc szövetségi államnál, míg a legritkábban lakott megye a texasi Loving megye mindössze 82 lakossal (a 2010-es népszámlálás adatai szerint).

## Megyék területük szerint
A legnagyobb területű megyei jogú terület az alaszkai Unorganized Borough, több mint 850 000 négyzetkilométerrel. Az öt legnagyobb megyei jogú terület Alaszkában található. Utánuk a hatodik a kaliforniai San Bernardino megye, több mint 52 000 négyzetkilométerrel.
A legkisebb területű megye a Hawaiion található Kalawao megye, mindössze 34 négyzetkilométeres kiterjedéssel.

## Összevont város-megyék
Egyes városok, mint például Baltimore, nem tartoznak egy megyéhez sem. Egy harmadik változat viszont az összevont város-megye, mint például Indianapolis, ami egy város és egy megye joghatósági egységét jelenti, amiben egyesül a városi és a vidéki joghatóság.

## Megyei központ
A megyei adminisztrációnak helyet adó települést, illetve a "megyeházat" szokták megyei (Louisianában parish, Alaszkában borough) központnak, vagy megyei tanácsnak nevezni.
Egyes északkeleti megyékben ehelyett a "shire town" kifejezést használják.

## Történelem
A megyék a legkorábbi közigazgatási egységek közé tartoztak, amiket még a tizenhárom gyarmat idején létrehoztak, amiből később kialakult a mai Egyesült Államok. Az első megyéket Virginia szervezte meg, hogy minél több adminisztratív terhet vegyen le az állami központ, Jamestown válláról.
A Polgárok Gyűlése 1617-ben négy részegységre bontotta az államot, 1634-ben pedig nyolc shirere, majd megyére (county): Accomac shire (ma Northampton megye), Charles City shire (ma Charles City megye), Charles River shire (ma York megye), Elizabeth City shire (megszűnt, ma Hampton város része), Henrico shire (ma Henrico megye), James City shire (ma James City megye), Warwick River shire (megszűnt, ma Newport News város része) és Warrosquyoake shire (ma Wight-sziget megye).
Amerika legidősebb megyei alapító okmányát ma Eastville-ben őrzik, Northampton (eredetileg Accomac) megyében, 1632-ből.
Maryland 1637-ben szervezte meg első megyéjét St. Mary's néven. Aztán következett Massachusetts 1643-ban.
Pennsylvania és New York jelentős befolyást és felelősséget adott megyéinek, ezzel példát teremtve a jövendő Egyesült Államoknak. Ennek ellenére viszont a új-angliai megyék relatíve gyengék maradtak.

## A megyék neve
A megyék nevüket többnyire híres emberekről, valamiféle geográfiai tereptárgyról, más államok, vagy országok helyneveiről, helyi indián törzsekről, állatokról kapták. Néhány megye neve francia, illetve spanyol eredetű.
A legtöbb megye valamely híres személyiségről, politikusról, vagy a terület betelepítőjéről kapta a nevét. Szám szerint 2100 a 3140-ből. A legnépszerűbb a Washington megye elnevezés, az Egyesült Államok első elnöke, George Washington után, amit 31 megye visel. 1871-ig létezett egy Washington megye a District of Columbia területén is, de ez az 1871-es District of Columbia Organic Act megszüntette.
A következő legnépszerűbb a Jefferson megye elnevezés, Thomas Jefferson után. Ezt a nevet 27 megye viseli.
A legkésőbbi elnök, akiről megyét neveztek el, Warren G. Harding, tükrözve a megyék számának növekedésében tapasztalható lassuló tendenciát, ami Új-Mexikó és Arizona az unióhoz való 1912-es csatlakozása és állammá szervezése után volt tapasztalható.
A második legnépszerűbb a megyék geográfiai tereptárgyakról, helyekről és más államokban található megyékről, vagy egyéb országokban, például az Egyesült Királyságban lévő helyekről való elnevezése. A legnépszerűbb ilyen elnevezés a Lake megye (a "lake" szó jelentése "tó").
Néhány megyének indián törzsek, vagy állatok kölcsönözték a nevüket.
Egyes megyék francia, vagy spanyol nevet viselnek, mint például Marquette megye, amelyet Jacques Marquette misszionáriusról neveztek el.

## Kormányzat
A legtöbb középnyugati és északkeleti államban a megyék tovább oszthatók városokra és városközösségekre, amelyek mind saját önkormányzattal rendelkeznek.
A megyéket többnyire egy választott megyei elöljáró testület, egy megyei bizottság, a megyei földbirtokosok, a megyei tanács, vagy a megyei törvényhozás vezeti. Néhány megyében megyei végrehajtó hatalom is működik.
Egyes államokban a megyék önköltségen fenntartják saját szervezeteiket, amelyek lefedik mind a három hagyományos hatalmi ágat (törvényhozás, végrehajtás, bíráskodás). Ezeknek a megyéknek hatalmukban áll saját rendeleteket hozni, ellenőrizni a megyei kormányt és kvázi-hatalmukban áll bizonyos ügyekben saját hatáskörben ítélkezni.
A megye napi politikai életében a megyei kormányt általában a megyei vezető ellenőrzi, aki a megyei bizottságnak, a polgármesternek, vagy mindkettőnek felel.
Néhány államban a megyékben technikailag plurális végrehajtó hatalma van. Néhány fontos hivatalt ugyanis közvetlen, a megyei bizottságtól független úton választanak. (Ezeket a tisztviselőket a bizottság nem is mozdíthatja el.) Ez belső feszültséget is okozhat, ha a választott tisztviselők nem értenek egyet a megyei bizottsággal az egyes ügyek tekintetében.

## A hatalomgyakorlás határai
A megyei kormányok hatásköre az egyes államokban nagy mértékben különbözik, ahogy a megyék és a területükbe beékelődött városok viszonya is. A megyei kormány általában a megye egyik városában az úgynevezett megyei központban székel. Egyes megyéknek több központjuk is van. A kormány általában egy nagy épületben kap helyet.

### Minimális hatalom
Új-Angliában a megyék többnyire az igazságszolgáltatás alapegységeiként és a seriffek körzeteiként funkcionálnak (jelenleg Connecticutban csak igazságszolgáltatási alapegységként, Rhode Islanden pedig mindkét feladatkört elveszítették) és az összes kormányzati funkciót az államok és az úgynevezett új-angliai városok gyakorolják. Maine egyes gyéren lakott vidékein a városok megyei szinten oldják meg a törvényhozást, New Hampshireben viszont számos szociális programot állami szinten adminisztrálnak. Néhány új-angliai államban, mint például Connecticutban, Massachusetts egy részén és Rhode Islanden a megyék mára már csak földrajzi alapegységek szerepét töltik be és nincs semmiféle kormányzati hatáskörük. Minden végrehajtó hatalmi feladatot állami, vagy városi önkormányzati szinten látnak el. Connecticutban és Massachusetts egy részén regionális tanácsokat állítottak fel, hogy betöltsék a megszüntetett megyei kormányok szerepét. Ezen tanácsok hatásköre azonban jóval szűkebb, mint a megyei kormányzatoké (például nem vethetnek ki adókat). A hiányzó jogkörök a városi önkormányzatok hatáskörébe helyeződtek át. Azonban a tanácsoknak joga van infrastrukturális és területfelhasználási ügyekben rendelkezni, felügyelni az állami és szövetségi infrastrukturális ügyek rájuk kiosztott részegységeit, valamint a felmerülő vészhelyzetek kezelésére és korlátozott törvényhozásra is van joguk.

### Közepesen kiterjedt hatalom
A közép-atlanti és középnyugati államokban a megyék általánosan minimális igazságszolgáltatási, közüzemi szolgáltatásokat és bűnüldözői feladatokat látnak el, könyvtárakat, kórházakat, egészségügyi szolgáltatásokat, parkokat, utakat és börtönöket tartanak fenn. Általában van egy megyei anyakönyvvezető, vagy jegyző (változó konkrét titulussal), aki kezeli az alapvető statisztikai adatokat, levezényli a választásokat (esetenként a külön választott tisztségek betöltésére kiírt választásokat felügyelő irodával, vagy tanáccsal) és születési, házassági és halotti anyakönyveket állít ki, vagy semmisít meg. Általában ő kezeli az ingatlanok tranzakcióit is. Egyéb megyei tisztségek a megyei halottkém, törvényszéki szakértő, pénztáros, számvevő, főrevizor és a kerületi ügyész.
A legtöbb államban a seriff a megyei igazságszolgáltatás feje. Azonban egyértelmű különleges vészhelyzetek esetén a seriff elveszti vezető szerepét a parancsnoki láncban, de továbbra is együttműködik az eljáró szervekkel. (Kölcsönös segítségnyújtás.) A városi és a megyei igazságszolgáltatás közötti személyi összefonódás egyik megnyilvánulása, amikor a városi igazságügyi tisztségviselők átadják a gyanúsítottakat a helyi seriffnek, hogy az helyezze őrizet alá.
Hivatalosan minden tagállamban az állami igazságszolgáltatás alsóbb szervezeti egységei a megyék határaihoz igazodva szerveződnek. Általánosságban egy hétköznapi bűnügy esetén a vádemelés és előállítás megyei szinten zajlik és az elkövetőt a megyei börtönbe zárják, amíg feláll egy eljáró bíróság az adott megyében. A megyei kerületi ügyész emel vádat és a megyei esküdtszék ítélkezik. A megyék hosszú időtartamú börtönbüntetést csak ritkán, halálbüntetést pedig sosem szabhatnak ki. A tárgyaláson elnöklő bírák továbbá az állami igazságszolgáltatás szolgálatában állnak, nem pedig a megyei kormányzatéban.
A legtöbb államban a megye rendelkezik joghatósággal a határain belül lévő területeken. Azon államokban viszont, ahol városi együttműködési szervezetek működnek, ezt a feladatkört ők látják el. Azok a helyi lakosok, akik nem elégedettek a megyei jogszolgáltatással, indítványozhatják, hogy (a városközösségekkel nem rendelkező államokban) önálló városként, vagy faluként saját jogszolgáltatással rendelkezhessenek a megyén belül.
Néhány megye saját tömegközlekedési rendszert is fenntart, általában egyszerű buszhálózat formájában. Azonban a legtöbb megyében a tömegközlekedés a következő szervezeti egységek szerint működik: különleges kerület (amely térben megegyezik a megyével, de nem a megyei kormányzat tartja fenn), több megyét magában foglaló, illetve állami szintű tömegközlekedés.

### Széles körű hatalom
A nyugati és déli államokban a népesebb megyék szélesebb joghatósággal rendelkeznek és olyan intézményekkel, mint repülőterek, kongresszusi központok, strandok, öblök, állatkertek, klinikák, jogi könyvtárak és kormányzati lakások. Rendelkeznek gyermek- és családügyi szolgáltatásokkal, idősgondozással, mentálhigiéniai szolgáltatásokkal, jóléti szolgáltatásokkal, veterán ellátással, állatgondozással, próbaidős elítéltek nevelőtiszti szolgáltatásával, történelmi emlékek megőrzésére irányuló szervezetekkel, élelmiszer-egészségügyi ellátással és környezet-egészségügyi szolgáltatásokkal, rengeteg egyéb szolgáltatás mellett, mint például polgárőrség, művészeti biztosok, emberi jogi bizottságok stb. Ezen kívül rendelkezhetnek megyei tűzoltósággal és rendőrséggel is (amelyek külön állnak a különleges joghatóságú városok és az állam tűzoltóságától és rendőrségétől). Például a virginiai Albemarle megye és a megyei központja, Charlottesville külön-külön rendelkezik saját rendőrséggel. (A megyei seriff felelős a megyei rendőrségért és a börtönök adminisztrációjáért is.)
Maryland különösen széles körű hatalommal ruházza fel a megyéit. Például saját hatáskörben intézhetik az oktatást (ami a legtöbb államban tanügyi körzetek hatásköre alá esik).

## Megyei jogú területek száma államonként
Átlagosan 62,8 megye esik egy államra. A legkevesebb megye Delaware-ben található (3). Itt viszont, az Egyesült Államokban egyedülálló módon, a megyék tovább oszlanak úgynevezett "századokra". A legtöbb megyével pedig Texas rendelkezik (254).
A déli és a középnyugati államoknak általában több megyéjük van, mint a nyugatiaknak és az északkeletieknek. Ennek oka, hogy sok északkeleti állam nem elég nagy ahhoz, hogy nagyszámú megyét foglaljon magába, sok nyugati állam pedig túlságosan ritkán lakott volt, amikor a megyéket kialakították. Connecticut, Massachusetts és Rhode Island eltörölte területén a megyei önkormányzatokat, ami által a megyei beosztás helyett lényegében a három állami szintű adminisztratív körzet tölti be a szerepüket.
| Megyék száma | Állam                                        | A megyék átlagos népessége hozzávetőlegesen |
| ------------ | -------------------------------------------- | ------------------------------------------- |
| 254          | Texas                                        | 98 000                                      |
| 159          | Georgia                                      | 62 000                                      |
| 134          | Virginia (95 megye és 39 megyei jogú város), | 59 000                                      |
| 120          | Kentucky                                     | 36 000                                      |
| 115          | Missouri (114 megye és egy város)            | 52 000                                      |
| 105          | Kansas                                       | 27 000                                      |
| 102          | Illinois                                     | 126 000                                     |
| 100          | Észak-Karolina                               | 94 000                                      |
| 99           | Iowa                                         | 31 000                                      |
| 95           | Tennessee                                    | 66 000                                      |
| 93           | Nebraska                                     | 19 000                                      |
| 92           | Indiana                                      | 70 000                                      |
| 88           | Ohio                                         | 131 000                                     |
| 87           | Minnesota                                    | 52 000                                      |
| 83           | Michigan                                     | 120 000                                     |
| 82           | Mississippi                                  | 36 000                                      |
| 77           | Oklahoma                                     | 48 000                                      |
| 75           | Arkansas                                     | 39 000                                      |
| 72           | Wisconsin                                    | 79 000                                      |
| 67           | Pennsylvania                                 | 188 000                                     |
| 67           | Florida                                      | 277 000                                     |
| 67           | Alabama                                      | 70 000                                      |
| 66           | Dél-Dakota                                   | 12 000                                      |
| 64           | Louisiana (parishek)                         | 70 000                                      |
| 64           | Colorado                                     | 79 000                                      |
| 62           | New York                                     | 315 000                                     |
| 58           | Kalifornia                                   | 637 000                                     |
| 56           | Montana                                      | 17 000                                      |
| 55           | Nyugat-Virginia                              | 33 000                                      |
| 53           | Észak-Dakota                                 | 12 000                                      |
| 46           | Dél-Karolina                                 | 99 000                                      |
| 44           | Idaho                                        | 35 000                                      |
| 39           | Washington                                   | 171 000                                     |
| 36           | Oregon                                       | 98 000                                      |
| 33           | Új-Mexikó                                    | 61 000                                      |
| 29           | Utah                                         | 96 000                                      |
| 24           | Maryland (23 megye és egy város)             | 237 000                                     |
| 23           | Wyoming                                      | 24 000                                      |
| 21           | New Jersey                                   | 415 000                                     |
| 18           | Alaszka (borough-k)                          | 34 000                                      |
| 17           | Nevada (16 megye és egy város)               | 155 000                                     |
| 16           | Maine                                        | 82 000                                      |
| 15           | Arizona                                      | 440 000                                     |
| 14           | Vermont                                      | 44 000                                      |
| 14           | Massachusetts                                | 471 000                                     |
| 10           | New Hampshire                                | 132 000                                     |
| 8            | Connecticut                                  | 440 000                                     |
| 5            | Rhode Island                                 | 211 000                                     |
| 5            | Hawaii                                       | 259 000                                     |
| 3            | Delaware                                     | 295 000                                     |
| 1            | District of Columbia                         | 600 000                                     |

Forrás:

## Statisztikák

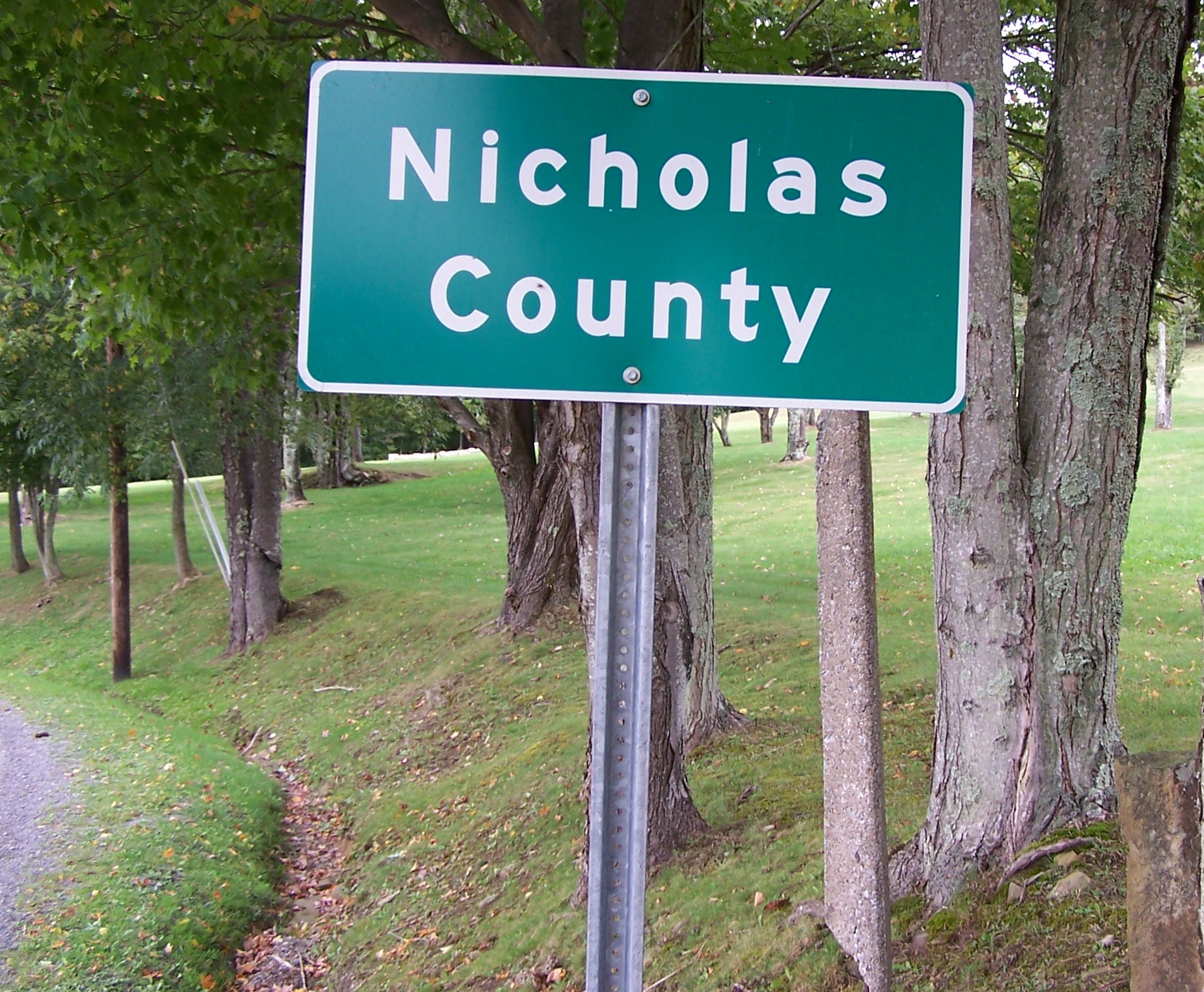
Útmenti jelzőtábla, amely a nyugat-virginiai Nicholas megye és Greenbrier megye közötti határt jelöli.

A 2000-es népszámlálás adatai szerint a megyék területének középértéke 1611 km², ami a kétharmada Anglia ceremoniális megyéi területi középértékének és alig egy kicsivel több, mint a francia départmentek területi középértékének negyede. Ez az érték azonban nem mutatja az Egyesült Államok megyéi között mutatkozó hatalmas méretbeli különbségeket. Az Egyesült Államok nyugati területein található megyék átlagos területe jóval nagyobb, mint a keleti területeken található megyéké. Például Georgia megyéinek területi középértéke 888 km², míg Utah megyéié 6286 km².
A legnagyobb területű megyei jogú terület a Yukon-Koyukuk cenzusi terület Alaszkában 382 912 km²-nyi területtel, míg a legnagyobb megye a kaliforniai San Bernardino megye, ami magába foglalja a Mojave-sivatagot, így területe 52 071 km². A második legnagyobb Coconino megye Arizonában, ami magába foglalja a Gand Canyon Nemzeti Parkot is.
A legnagyobb területű megyei jogú terület Falls Church független város Virginiában 5,7 km²-rel, a legkisebb megye pedig a hawaii-i Kalawao megye 34 km²-rel.
A 2000-es népszámlálás adatai szerint a megyéknek mindössze 16,7%-ában élt több, mint 100 000 ember. Ez mutatja az Egyesült Államok megyéinek falusias jellegét, aminek oka, hogy a legtöbb megyét a 19. században alakították ki, amikor az urbanizáció még nem haladt előre az országban. Ma már a lakosság túlnyomó többsége relatíve kisszámú megyébe összpontosul. A legnagyobb lélekszámú Los Angeles megye, ahol 2010-ben 9 818 605 ember élt. A legkisebb népességű pedig a texasi Loving megye mindössze 82 lakossal.
A legsűrűbben lakott megye (vagy megyei jogú terület) New York megye 25 846 fő/km²-rel (ami 38,691 m²-t jelent egy főre) 2000-es népszámlálás szerint, a legritkábban lakott pedig az alaszkai Lake and Penisula borough 0,0296 fő/km²-rel (ami 57,683 km²-t jelent egy főre), szintén 2000-es adat szerint.

## Megyei jogú területek
A megyei jogú terület megnevezés három különböző adminisztratív egységtípust jelöl:
- Alaszkai cenzusi területek: Alaszka területének nagy része nem tagolódik be a 18 borough-ba. Ez a maradék terület, amely nagyobb, mint Franciaország és Németország együttvéve, az alaszkai kormányzatnál Unorganized Borough (magyarul Megszervezetlen Borough) néven jelenik meg és, más borough-któl eltérően, nincs saját önkormányzata. Ehelyett területén több városi önkormányzat működik. A terület nagy részét viszont közvetlenül az alaszkai állami kormányzat igazgatja.[12] Az Egyesült Államok Népszámlálási Hivatala, együttműködve Alaszka állammal, statisztikai okokból 11 cenzusi területre osztotta az Unorganized Borough-t.[13]
- Megyei jogú városok: Olyan városok, amelyek egy megyébe sem sorolhatók be. 2004-ben 42 ilyen város létezett az Egyesült államokban, köztük Baltimore, Carson City, Saint Louis és Virginia mind a 39 városa. Ezen városokban minden hatalmat a városi önkormányzat gyakorol, függetlenül attól a megyétől, aminek területébe a város beékelődik.[14]
- Washington D.C. speciális státusszal rendelkezik. Nem része egyetlen államnak sem, viszont az alkotmány 8. paragrafusának 1. bekezdése szerint a város a kongresszus joghatósága alá tartozik. Hosszú ideje a District of Columbia és Washington város neve egymással egyenértékű, de eredetileg nem voltak azonosak. A District of Columbia területén létezett megyéket azonban felszámolták és ma már csak történelmi jelentőségük van.

## Városok és megyék
Általában a városok és más urbanizált területek önkormányzatai kisebb kiterjedésű területen gyakorolnak befolyást, mint a megye, amelynek területébe beékelődtek. Emellett csak egy megye területéből szakíthatják ki őket.
Azonban vannak kivételek:
- A megye és a területébe beékelődött város összevont város-megye státuszban egyesülhet, aminek következtében a tagállami jog szerint egy egységnek minősülnek. Ilyen területek Philadelphia; New Orleans, Louisiana; Denver; Broomfield, Colorado; San Francisco; Indianapolis; Jacksonville, Florida és Nashville, Tennessee. Néhány alaszkai borough is egyesült a területén lévő várossal összevont város-boroug-t létrehozva. Ezen egységekkel geográfiai értelemben a világ legnagyobb városai jönnek létre, népességük mérete viszont általában elmarad a többi városi területétől.
- Egy város átnyúlhat a megyehatárokon is számos állam törvényei szerint.
  - Néhány államban ez rutin kérdés. Egyszerűen átcsatolnak egyes területeket a városhoz a szomszédos megyétől. Erre példa az Illinois állambeli Aurora, ami Kane megye része volt, ma négy megyére terjed ki.
  - Másik példa New York City esete, ami megalapításakor öt megyét tartalmazott, ma viszont a megyék egybe esnek a város öt borough-jával: Manhattan (New York megye), Bronx (Bronx megye), Queens (Queens megye), Brooklyn (Kings megye) és Staten Island (Richmond megye).

## Lásd még
- Az Amerikai Egyesült Államok 100 legnagyobb népességű megyéjének listája
- Az Amerikai Egyesült Államok 100 legkisebb népességű megyéjének listája
- Az Amerikai Egyesült Államok megyéi nevének etimológiája

## Fordítás
- Ez a szócikk részben vagy egészben  a   County (United States) című angol Wikipédia-szócikk ezen változatának fordításán alapul.  Az eredeti cikk szerkesztőit annak laptörténete sorolja fel. Ez a jelzés csupán a megfogalmazás eredetét és a szerzői jogokat jelzi, nem szolgál a cikkben szereplő információk forrásmegjelöléseként.